# Aedes pseudoafricanus
Aedes pseudoafricanus är en tvåvingeart som beskrevs av Chwatt 1949. Aedes pseudoafricanus ingår i släktet Aedes och familjen stickmyggor. Inga underarter finns listade i Catalogue of Life.